# Partir un jour
Pour les articles homonymes, voir Partir un jour (homonymie).
Singles de 2Be3
Toujours là pour toi
Partir un jour est une chanson française des 2Be3, extraite de l'album auquel elle donne son titre. Elle a été respectivement classée no 2 et no 4 aux hit-parades français et belge en 1996.

## Classements
| Classement (1996-97)                    | Meilleure position |
| --------------------------------------- | ------------------ |
| Belgique (Wallonie Ultratop 50 Singles) | 4                  |
| France (SNEP)                           | 2                  |

## Certifications
| Pays   | Organisme | Certification |
| ------ | --------- | ------------- |
| France | SNEP      | Or            |

## Reprises
- Philippe Katerine et Francis et ses peintres en 2011 sur l'album 52 reprises dans l'espace[5].
- François Pérusse dans une de ses capsules radiophoniques humoristiques Les Deux Minutes du peuple.
- Paul Plexi dans la saison 12 de Nouvelle Star en version jazz, en 2016
- Les Kids United nouvelle generation  sur l'album L'Hymne de la vie, en 2019
- Clovis Cornillac dans le film Si on chantait, en 2021
- Juliette Armanet le reprend pour le film Partir un jour, en 2025, et il était déjà repris par trois personnes en introduction du court métrage homonyme de la même réalisatrice en 2021

## Bande originale
- Dans le court métrage Partir un jour (2021) d'Amélie Bonnin. Le court est adapté en long métrage du même nom en 2025.